# Minamoto no Hitoshi
Minamoto no Hitoshi (源等; 880 – 18 aprile 951) è stato un poeta e nobile giapponese del medio periodo Heian.
Suo padre era il chūnagon Minamoto no Mare ed era un pronipote dell'imperatore Saga.
Nell'899 fu nominato omi no gon no shojo (segretario provvisorio della provincia di Omi) e, successivamente, ricoprì vari incarichi tra cui governatore della provincia di Mikawa, della provincia di Tango e della provincia di Yamashiro e, dopo aver lavorato come sadaiben e udaiben, fu promosso sangi nel 947 e nel 951 fu classificato a shō shii no ge sangi (Quarto rango senior, grado inferiore).
Solo quattro delle sue poesie waka sono incluse nell'antologia imperiale Gosen Wakashū, il suo nome è incluso nella lista antologica di Ogura Hyakunin Isshu.
La seguente sua poesia è stata inclusa come n° 39 nello Hyakunin Isshu di Fujiwara no Teika:
(Hyakunin isshu n. 39)